# Eupithecia calligraphata
Eupithecia calligraphata es una especie de polilla de la familia Geometridae. La especie fue descrita por primera vez en 1929, con distribución en Turquía. El sintipo de la especie fue descrita en la Región de Anatolia Central.